# Artur Töpfer
Artur Töpfer war ein österreichischer Radrennfahrer.

## Sportliche Laufbahn
Töpfer war Straßenradsportler. Er gewann das damals bedeutendste Straßenradrennen in Österreich Wien–Graz–Wien in den Jahren 1919 vor Joseph Kokoll, 1920 erneut vor Joseph Kokoll und 1921 vor Paul Köttl.
Bei der nationalen Meisterschaft im Straßenrennen 1916, 1918 und 1919 wurde er Zweiter jeweils hinter Joseph Kokoll. In der österreichischen Bergmeisterschaft 1918 kam er ebenfalls auf den 2. Platz.